# Banja Kakani
Banja Kakani (en népalais : बाझ ककानी) est un comité de développement villageois du Népal situé dans le district de Doti. Au recensement de 2011, il comptait 4 162 habitants.